# Visual Studio Code
Visual Studio Code is een broncode-editor ontwikkeld door Microsoft voor Windows, Linux en macOS. Het bevat ondersteuning voor debugging, ingebouwde Git-controle, syntax highlighting, intelligente code-aanvulling, codefragmenten en code refactoring. Het is ook aanpasbaar, zodat gebruikers het thema van de editor, sneltoetsen en voorkeuren kunnen wijzigen. Het is gratis en open-source, hoewel de officiële download onder een licentie valt.
Visual Studio Code is gemaakt op Electron, een framework dat wordt gebruikt om Node.js-applicaties te implementeren voor de desktop en dat draait op de Blink lay-out engine. Het deelt editorcomponent met Visual Studio Team Services.

## Geschiedenis
Visual Studio Code werd op 29 april 2015 door Microsoft aangekondigd tijdens de Build-conferentie van 2015. Kort daarna werd een preview-build uitgebracht.
Op 18 november 2015 is Visual Studio Code uitgegeven onder de MIT-licentie en is de broncode op GitHub geplaatst. Ondersteuning voor extensions werd ook aangekondigd.
Op 14 april 2016 heeft Visual Studio Code de preview-build-fase verlaten.

## Functies
| Functie                      | Programmeertalen |
| ---------------------------- | --- |
| Syntax highlighting          | Batchbestand · C · C# · C++ · CSS · Clojure · Coffeescript · Diff · Dockerfile · F# · Git-commit · Git-rebase · Go · Groovy · HLSL · HTML · Handlebars · INI file JSON · Java · JavaScript · JavaScript React · Less · Lua · Makefile · Markdown · Objective-C · Objective-C++ · PHP · Perl · Perl 6 · Powershell · Properties Pug-sjabloontaal · Python · R · Razor · Ruby · Rust · SQL · Sass · ShaderLab · Shell script (Bash) · Swift · TypeScript · TypeScript React · Visual Basic XML · XQuery · XSL · YAML |
| Codefragmenten               | Groovy · Markdown · Nim · PHP · Swift |
| Intelligente code-aanvulling | CSS · HTML · JavaScript · JSON · Less · Sass · TypeScript |
| Refactoring                  | C# · TypeScript |
| Debugging                    | - JavaScript en TypeScript voor Node.js-projecten - C# en F# voor Mono projecten op Linux en macOS - C en C++ op Windows, Linux en macOS - Python met Python plug-in geïnstalleerd - PHP met XDebug en PHP Debug plug-in geïnstalleerd |